# 六郷土手駅
六郷土手駅（ろくごうどてえき）は、東京都大田区仲六郷四丁目にある、京浜急行電鉄（京急）本線の駅である。駅番号はKK19。大田区ならびに東京23区内の最南端の駅である。

## 歴史
- 1901年（明治34年）2月1日 - （駅名不詳）駅、六郷駅、中町駅が開業。
- 1902年（明治35年）- 六郷駅が八幡塚駅に改称。
- 1906年（明治39年）10月1日 - 専用軌道化に伴い、3駅を統合して六郷堤駅として開業[1] 。
- 時期不詳（戦前） - 六郷土手駅に改称。
- 1945年（昭和20年）4月15日 - 太平洋戦争の京浜空襲で全焼する。
- 時期不詳 - 旧堤通り蒲田側に、相対式ホーム2面2線で駅舎が再建され、駅事務所、出札口、改札口は下りホーム側にあり、上りホームは構内踏切を経由した。
- 1971年（昭和46年） - 1972年（昭和47年） - 六郷川鉄橋（現六郷川橋梁）の架け替えに伴い高架化して京浜川崎駅寄りへ移設する。
- 2003年（平成15年） - 改札内とホームを連絡するエレベーターを設置する。

## 駅構造
相対式ホーム2面2線を有する高架駅で、改札口は高架下にある。1番線・2番線ホームへ向かうエレベーターが各1基設置されて駅入口から段差なしでホームへ上がる。
京急川崎方のホームは一部が多摩川土手へ突出して六郷川橋梁が迫る。
改札内コンコース部に、トイレ・コインロッカー・自動体外式除細動器 (AED) が設置され、改札外に京急ステーションストアがある。

### のりば
| 番線 | 路線 | 方向 | 行先                    |
| ---- | ---- | ---- | ----------------------- |
| 1    | 本線 | 下り | 横浜・三浦海岸方面      |
| 2    | 本線 | 上り | 羽田空港方面 / 品川方面 |

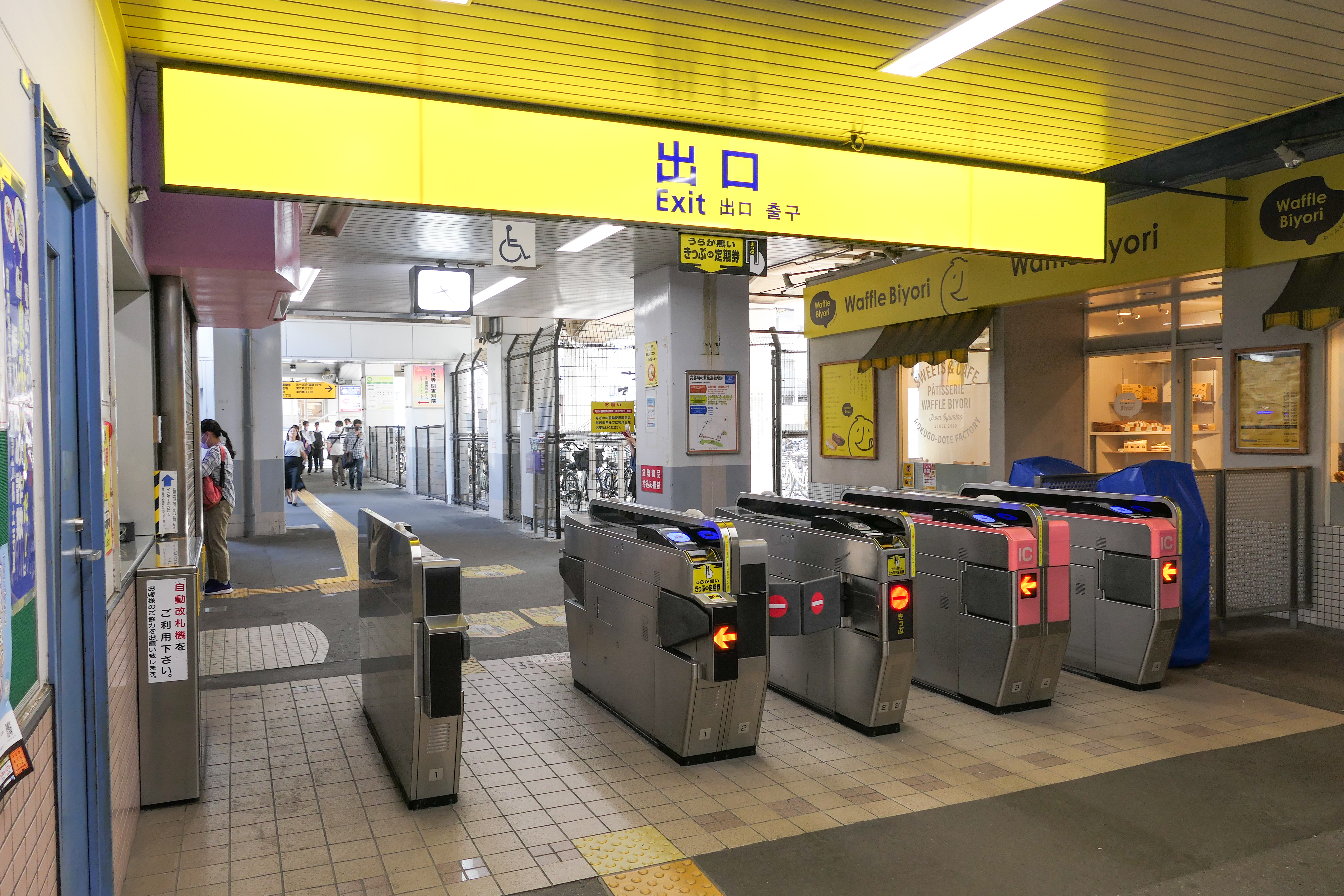
改札口（2023年6月）
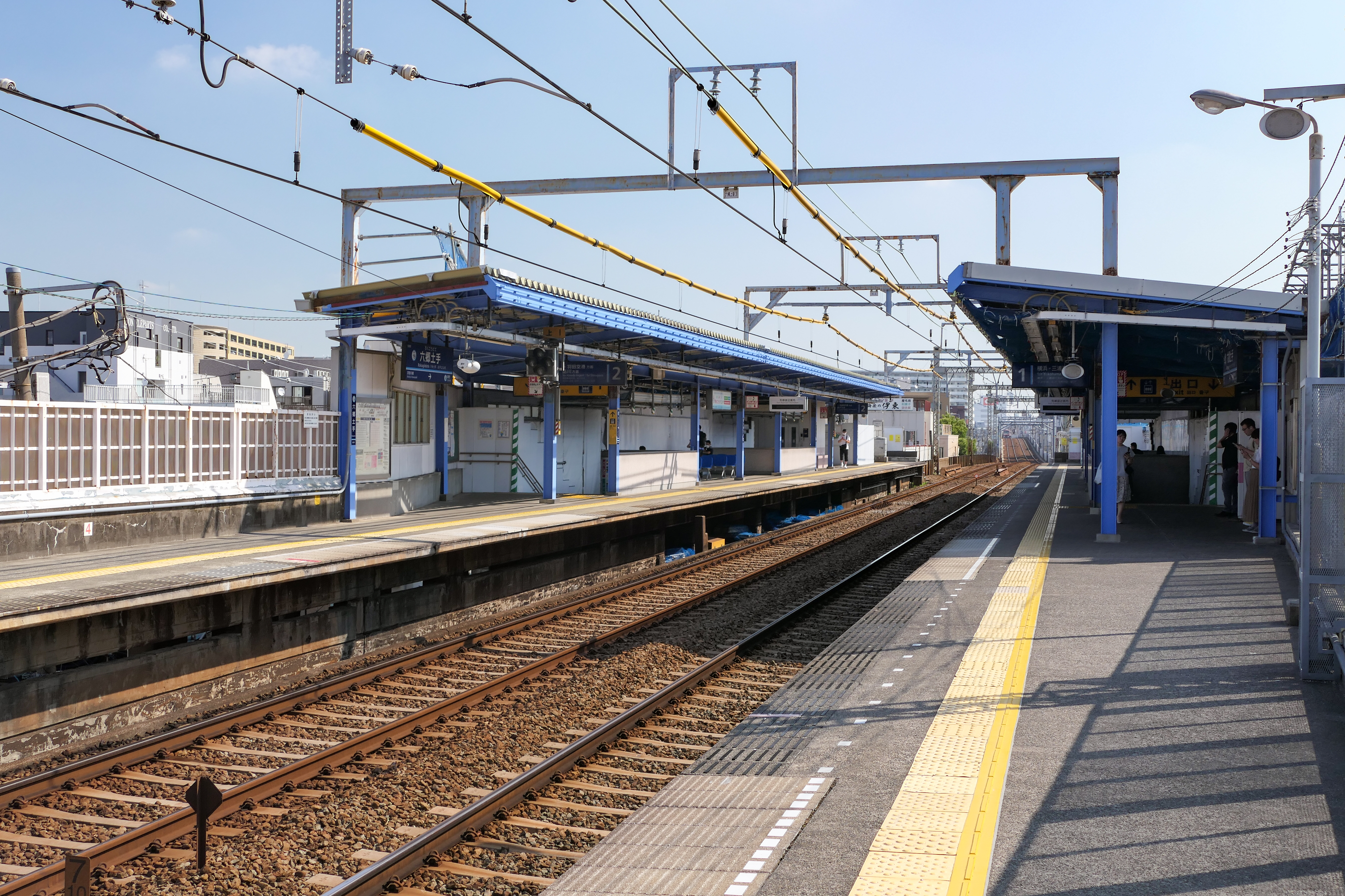
ホーム（2023年6月）

## 利用状況
2024年（令和6年）度の1日平均乗降人員は16,205人で、京急線全72駅中45位。
近年の1日平均乗降・乗車人員の推移は下表の通り。
| 年度               | 1日平均 乗降人員 | 1日平均 乗車人員 | 出典     |
| ------------------ | ---------------- | ---------------- | -------- |
| 1990年（平成02年） |                  | 8,088            | [ * 1 ]  |
| 1991年（平成03年） |                  | 8,254            | [ * 2 ]  |
| 1992年（平成04年） |                  | 8,353            | [ * 3 ]  |
| 1993年（平成05年） |                  | 8,329            | [ * 4 ]  |
| 1994年（平成06年） |                  | 8,359            | [ * 5 ]  |
| 1995年（平成07年） |                  | 8,213            | [ * 6 ]  |
| 1996年（平成08年） |                  | 8,112            | [ * 7 ]  |
| 1997年（平成09年） |                  | 7,827            | [ * 8 ]  |
| 1998年（平成10年） |                  | 7,345            | [ * 9 ]  |
| 1999年（平成11年） |                  | 6,795            | [ * 10 ] |
| 2000年（平成12年） |                  | 6,795            | [ * 11 ] |
| 2001年（平成13年） |                  | 6,704            | [ * 12 ] |
| 2002年（平成14年） |                  | 6,699            | [ * 13 ] |
| 2003年（平成15年） | 14,214           | 6,984            | [ * 14 ] |
| 2004年（平成16年） | 14,216           | 7,016            | [ * 15 ] |
| 2005年（平成17年） | 14,039           | 6,923            | [ * 16 ] |
| 2006年（平成18年） | 14,161           | 6,986            | [ * 17 ] |
| 2007年（平成19年） | 14,507           | 7,205            | [ * 18 ] |
| 2008年（平成20年） | 14,381           | 7,200            | [ * 19 ] |
| 2009年（平成21年） | 14,214           | 7,115            | [ * 20 ] |
| 2010年（平成22年） | 14,431           | 7,230            | [ * 21 ] |
| 2011年（平成23年） | 13,921           | 6,967            | [ * 22 ] |
| 2012年（平成24年） | 14,135           | 7,077            | [ * 23 ] |
| 2013年（平成25年） | 14,332           | 7,184            | [ * 24 ] |
| 2014年（平成26年） | 14,570           | 7,296            | [ * 25 ] |
| 2015年（平成27年） | 15,221           | 7,612            | [ * 26 ] |
| 2016年（平成28年） | 15,456           | 7,745            | [ * 27 ] |
| 2017年（平成29年） | 15,823           | 7,942            | [ * 28 ] |
| 2018年（平成30年） | 16,470           | 8,249            | [ * 29 ] |
| 2019年（令和元年） | 16,441           | 8,235            | [ * 30 ] |
| 2020年（令和02年） | 12,877           |                  |          |
| 2021年（令和03年） | 13,681           |                  |          |
| 2022年（令和04年） | 14,787           |                  |          |
| 2023年（令和05年） | 15,740           |                  |          |
| 2024年（令和06年） | 16,205           |                  |          |

## 駅周辺

### 公園・娯楽スポット
- 多摩川六郷橋緑地 - 東海道本線六郷川橋梁より上流側を多摩川緑地、六郷橋より下流側を六郷橋緑地という。

1994年のドラマ『人間・失格〜たとえばぼくが死んだら』では、当緑地もロケ地の一つとなった。
- 宮本台緑地
- 鉄橋間広場 - JR橋梁と京急橋梁の間にある広場で、形状から「バイオリン公園」と俗称される。
- ひょうたん池 - 多摩川緑地にある池で多摩川に通じる。
- 大田区多摩川緑地管理事務所
- 六郷ゴルフ倶楽部 - 京急橋梁と六郷橋の間にあるゴルフ練習場である。
- 大田区軟式野球連盟事務局

### 学校
- 大田区立六郷小学校 - 1876年、宝珠院で開校する。
- 大田区立高畑小学校 - 1953年、西六郷小学校から分離独立する。
- 大田区立南六郷小学校 - 1986年、六郷小学校より分離独立する。
- 大田区立南六郷中学校

### 公的施設
- 蒲田警察署東六郷交番
- 矢口消防署西六郷出張所
- 雑色ポンプ所
- 六郷図書館
- 区立くすのき園（知的障害者授産施設）
- 区立南六郷福祉園（知的障害者更生施設）
- グループホーム六郷（認知症高齢者グループホーム）
- グループホームかたくりの里六郷（認知症高齢者グループホーム）

### 史跡、神社・仏閣など
- 六郷神社（八幡宮）
- 六郷の渡し址
- 日蓮宗 日経山観乗寺 - 旗本高木伊勢守の陣屋跡、六郷神社の旧別当寺。
- 本山専修寺関東別院[注 1]
- 高畑神社
- 北野神社（止め天神）
- 真言宗智山派 醫王山安養寺（古川薬師） - 多摩川四国札所の第69番札所
- 御幡山寶珠院 - 六郷神社の旧別当寺多摩川四国札所の第85番札所
- 智山派 慈雲山東陽院 - 多摩川四国札所の第86番札所
- 智山派 大綱山寶幢院 - 多摩川四国札所の第88番札所

### 企業
- 六郷土手郵便局
- 大田西六郷三郵便局
- 関西ペイント株式会社東京事業所
- ファイザー株式会社アポロ・ラーニングセンター
- 五十鈴株式会社本社
- 株式会社栗泉堂
- 中央電気株式会社
- アットホーム本社・コンピュータセンター
- 日本調理器株式会社本社
- 株式会社イワセ・エスタ東京本社
- 株式会社測範社本社・工場

## バス路線
- 京浜急行バス「六郷橋」- 国道15号方面、徒歩3分。路線の詳細は羽田営業所を参照。
  - 蒲73・蒲74・蒲75 仲六郷一丁目経由 蒲田駅東口行 ※ 蒲74系統は六郷橋始発
  - 川76 大師橋下経由 森ケ崎（東京労災病院）行 ※ 朝夕のみ
  - 空51 大師橋下・六間堀経由 羽田空港（国際線・国内線）行
  - 蒲73・川77 大師橋下・六間堀経由 羽田車庫行
  - 蒲75 六郷水門経由 大師橋下行
  - 空51・川76 川崎競馬場前経由 川崎駅東口行
- 東急バス「六郷土手」 - 六郷土手商店街方面、徒歩3分。路線の詳細は東急バス池上営業所を参照。
  - 蒲01 矢口東小学校前・蓮沼駅経由 蒲田駅行
  - 蒲01 矢口東小学校前・池上駅前経由 池上営業所行

## その他
- イベント
  - 大田区平和都市宣言記念事業「花火の祭典」
    - 大田区が主催し、毎年8月15日に多摩川河川敷において開催される花火大会で、楽器演奏などのアトラクションもある。
    - 当駅はその最寄駅であり、花火大会終了後は多数の観客が押し寄せる。普通電車のみ停車する通常ダイヤでは乗客をさばききれないため、この日に限り当駅始発の羽田空港行きや、「イブニング・ウィング号」の回送（開催日が平日の場合）を営業扱いとした品川行きなどの臨時特急電車が数本運行される[9]。ただし当駅のホーム有効長が6両までの対応のため、8両編成の場合はホームから出る浦賀方2両がドアカットとなる。2024年8月15日開催時では、急行の六郷土手駅臨時停車が2本、六郷土手駅始発の臨時品川行きが3本運転され、雑色駅のみ通過する形で運転された。2本は「イブニング・ウィング号」送り込みのため1000形1890番台4両編成が、最後の1本は1500形6両編成を使用して運転された[10]。

  - 七草こども流鏑馬祭 - 正月7日に、六郷神社で催される行事。流鏑馬（やぶさめ）といっても実際の馬ではなく木馬を用いる。
  - とんび凧あげ大会 - 1月中の日曜日に、古川薬師（の傍の河川敷）にて六郷の郷土玩具「とんび凧」を用いて行われる。とんび凧は、とんび型の凧で、六郷の地にあった羽田屋という魚屋が、魚の干物を干す際に、その干物を狙うカラスなどを追い払うために作られたといわれている。
  - 六郷神社例祭 - 6月3日（例祭日）に近い週末に行われる。2007年は950年大祭であった。

## 隣の駅
京浜急行電鉄
 本線
■快特・■特急・■急行
通過（イベント時は臨時停車の場合あり（上述））
■普通
雑色駅 (KK18) - 六郷土手駅 (KK19) - 京急川崎駅 (KK20)